# Bokermannohyla astartea
Bokermannohyla astartea és una espècie de granota endèmica del Brasil.